# Lingua mohicana
Il Mohicano (o mahican) è una lingua morta, appartenente al ramo orientale delle Lingue algonchine.

## Storia
Originalmente, i Mohicani, coloro che parlavano questa lingua, vivevano lungo il fiume Hudson nell'attuale stato di New York, fino al Lago Champlain ed al Vermont. Le guerre continue che li opponevano ai Mohawks e l'arrivo degli Europei, che invasero il loro territorio, li forzarono a trasferirsi. Dopo una serie di spostamenti, la maggior parte dei Mohicani s'installò infine nel Wisconsin, tra il 1820 ed il 1830, mentre altri gruppi si stabilirono in diverse comunità del Canada dove persero la loro identità mohicana.
L'ultima persona che parlava il mohicano è morta verso il 1930.

## Dialetti
Sono stati identificati due dialetti mohicani distinti: il moraviano e lo Stockbridge, che sono comparsi dopo il 1740  in seguito ai raggruppamenti risultanti dallo spostamento dei Mohicani e di altri gruppi.

### Moraviano
Il dialetto moraviano nacque dall'aggregazione di popolazioni stanziate nei pressi di Bethlehem (Pennsylvania). Alcuni gruppi mohicani che si erano affiliati, prima del 1740 alla chiesa moraviana a New York e nel Connecticut, si spostarono nel 1746 a Bethlehem. Un altro gruppo, anch'esso affiliato ai Moraviani, andò a vivere nella città di Wyoming in Pennsylvania. A seguito di un massacro perpetrato dai coloni, alcuni membri di questo gruppo, fuggirono verso il Canada, insieme a gruppi di munsee convertiti; s'installarono definitivamente in quella che oggi è conosciuta come Moraviantown, dove furono completamente assorbiti dalla popolazione Lenape che era dominante.
Un altro gruppo partì per Ohsweken nella Riserva delle sei nazioni (Ontario), ove si unirono ad altri gruppi.

### Stockbridge
Il dialetto di Stockbridge, apparve a Stockbridge (Massachusetts), e includeva i Mohicani di New York e membri di altri gruppi linguistici, come i Wappinger (un gruppo munsee locale), gli Housatonic, i Wyachtonok e altri.
Dopo migrazioni successive, i locutori Stockbridge s'installarono nel Wisconsin, dove mischiarono la loro lingua con gruppi di migranti munsee del Delaware. Questa comunità è oggi conosciuta come Stockbridge-Munsee Community.